# ロレンソ・サンス
ロレンソ・サンス・マンセーボ（Lorenzo Sanz Mancebo、1943年4月19日 - 2020年3月21日）は、スペインの実業家。

## 経歴
幼少期はサッカーでGKをしていたが、その後は実業家に転身して大きな富を手にした。
1995年からレアル・マドリードの会長を務め、1960年代以来となるUEFAチャンピオンズリーグ優勝も果たした。しかし、クラブは財政的に圧迫を受けており、2000年の会長選でフロレンティーノ・ペレスに敗北した。2005年にはイタリアのクラブ、パルマFCの買収を試みたが、資金不足が露呈して買収の契約を不履行にした。
2006年7月にマラガCFを買収した後、2010年にカタール王族であるシェイク・アブドゥラ・ビン・ナッサル・アル・タニに売却した。
2009年11月11日、スペイン国外に芸術作品を密輸出しようとした罪で逮捕されたとエル・パイス紙が報じた。
2020年3月17日、体調不良を訴えて入院した後、2019新型コロナウイルスへの感染が判明し、集中治療室にて治療を受けていたが、3月21日に死去。76歳没。

## 家族
長男のロレンソ・サンス・ジュニア(英語版)はレアル・マドリード・バロンセストなどでプレーした元バスケットボール選手で、次男のパコ・サンス(英語版)と三男のフェルナンド・サンスは元サッカー選手であった。パコはレアル・マドリードBからトップチーム昇格はならずレアル・オビエドなどでプレー、引退後グラナダCFの会長も務めた。フェルナンドはレアル・マドリードやマラガCFでプレー、父ロレンソがマラガCFのオーナーとなった際にはクラブの会長を務めた。孫（パコの息子）のパコ・サンス・モーラ(英語版)はUDアルメリアでプレーしている。また、娘が元スペイン代表のミチェル・サルガドに嫁いでいる。